# مارك اتكينز
مارك اتكينز (بالإنجليزية: Mark Atkins)‏ (و. 1957  م) هو مصور سينمائي، وموسيقي، وملحن أسترالي، ولد في ألباني، يستخدم آلات ديدجيريدو.